# Kamnovec
Kamnovec, též v některých oblastech medenec, měděnec nebo kamenec, je nádoba zabudovaná do kamen nebo sporáku, sloužící k ohřevu vody. Vedle samotného ohřevu vody sloužila i k udržení její teploty až po celý den. Voda obvykle nedosahovala bodu varu a sloužila jako užitková. Nejstarší dochované kamnovce z přelomu 18. a 19. století mají podobu kulaté nádoby - hrnce ze šedé litiny. Tyto nádoby měly obvykle jen dřevěný poklop. Novější výrobky, od konce 19. století, byly též ze šedé litiny, ve tvaru vaničky, uvnitř bíle smaltované a opatřené odklápěcím víkem. Vyráběly se v různých velikostech, přibližně v délce od 50 do 80 cm při šířce mezi 20-30 cm. Další vývojovou variantou byly kamnovce s ventilem, kterým se voda odpouštěla. Tyto kamnovce byly celé zazděné zpravidla do kobky sporáku. Kamnovce se v omezené míře stále vyrábějí a to převážně v provedení z nerezu.

## Galerie

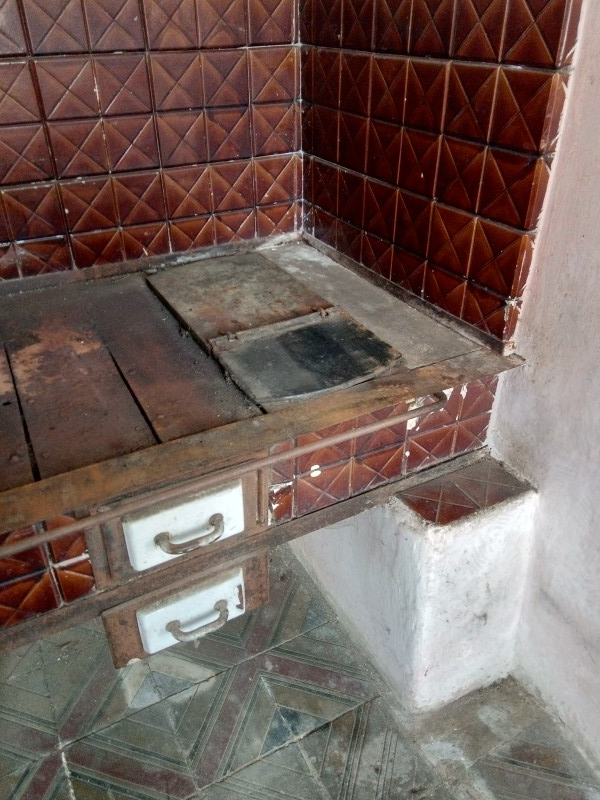
Kamnovec v kachlovém sporáku z roku 1924, Východní Čechy
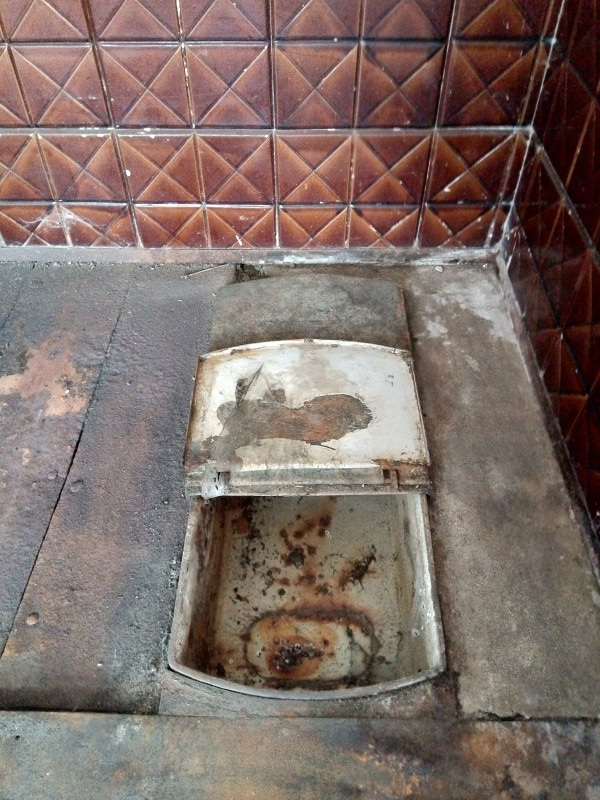
Otevřený kamnovec v kachlovém sporáku z roku 1924, Východní Čechy
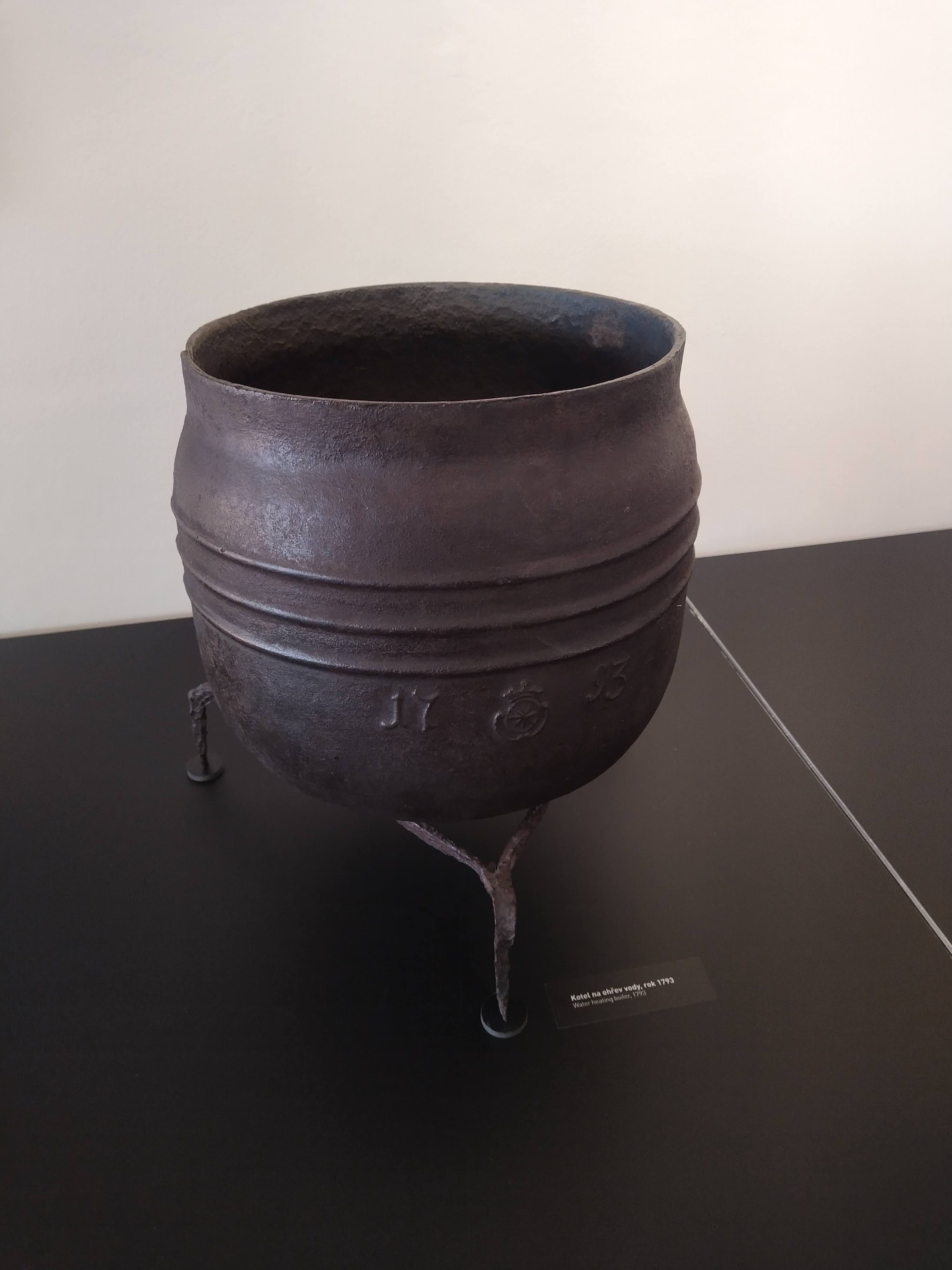
Litinový kamnovec na ohřev vody datovaný rokem 1793 v Muzeu Vysočiny v Jihlavě
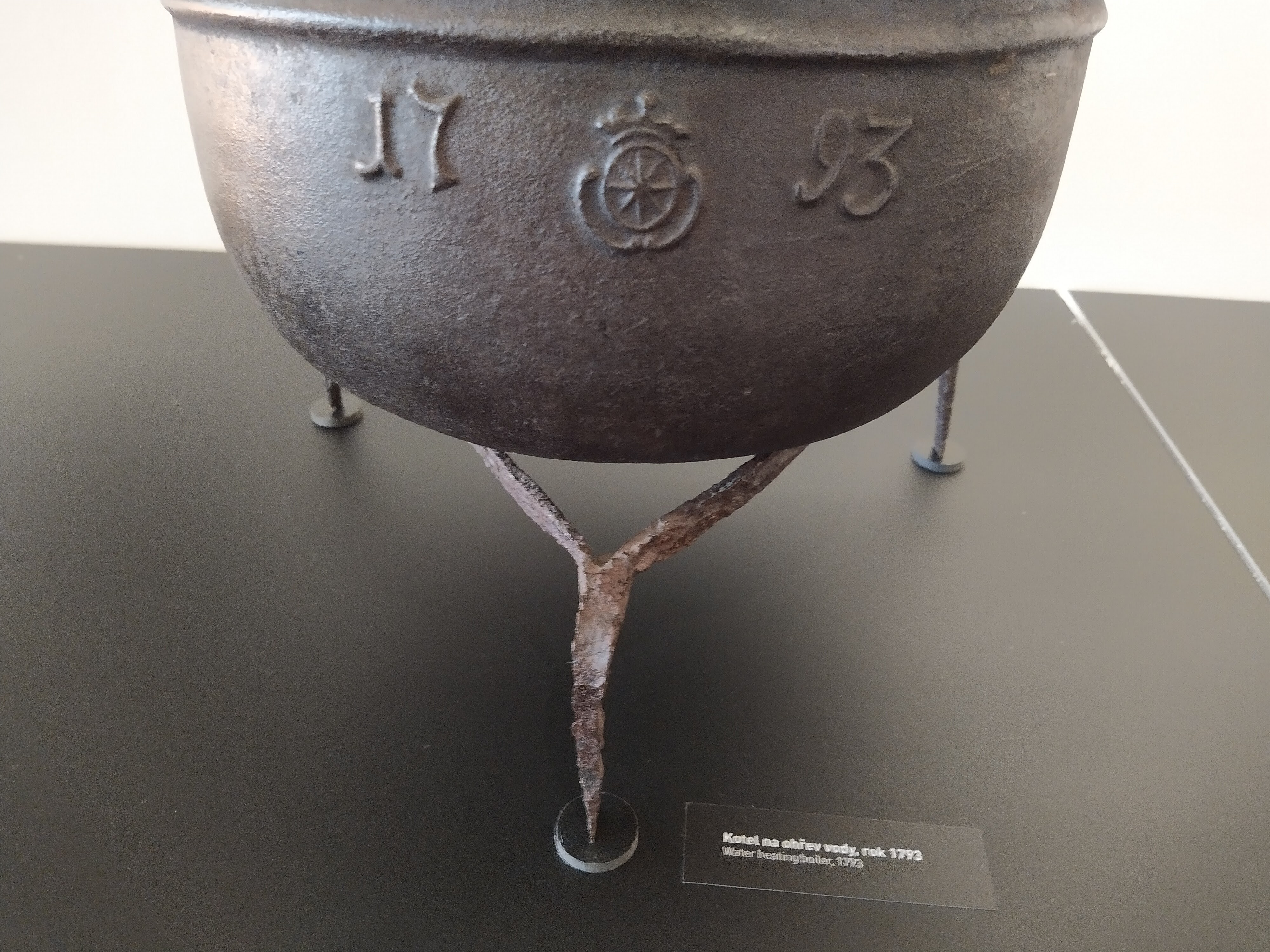
Detail značky slévárny u litinového kamnovce z roku 1793 v Muzeu Vysočiny v Jihlavě
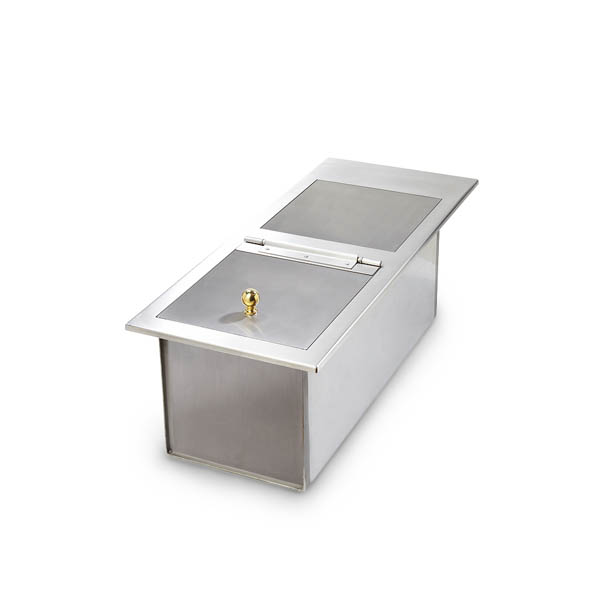
Moderní nerezový kamnovec českého výrobce kamnového kování
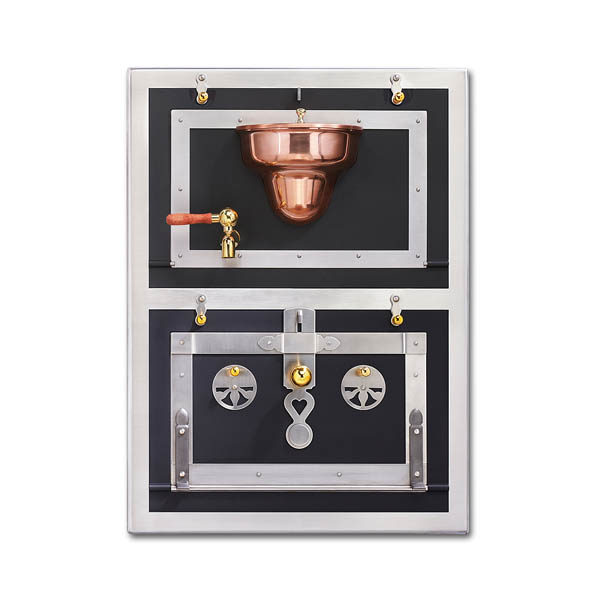
Moderní kamnovec - měděnec od českého výrobce kamnového kování